# Yao Mawuko Sènaya
Yao Mawuko Sènaya, né le 18 octobre 1979 à Lomé au Togo, est un footballeur international togolais.

## Biographie
Avec l'équipe du Togo, Sènaya a participé à la Coupe d'Afrique en 1998, en 2000 et en 2002. De façon surprenante, il a réussi à réintégrer l'équipe du Togo en juin 2008.
C'est le frère de Yao Junior Sènaya.